# حسن أباد (اسماعيلي كرمان)
حسن أباد (بالفارسية: حسن‌آباد) هي قرية تقع في إيران في منطقة إسماعيلي. يقدر عدد سكانها بـ 288 نسمة بحسب إحصاء 2016.